# Blechnum gemmascens
Blechnum gemmascens là một loài dương xỉ trong họ Blechnaceae. Loài này được Alston mô tả khoa học đầu tiên năm 1957.
Danh pháp khoa học của loài này chưa được làm sáng tỏ. 